# Bund Schweizer Architektinnen und Architekten
Der Bund Schweizer Architektinnen und Architekten (Bund Schweizer Architektinnen und Architekten BSA; fr.: Fédération des Architectes Suisses FAS; it: Federazione Architette e Architetti Svizzeri FAS; rm: Federaziun Architectas ed Architects Svizzers FAS) ist eine berufsständische Organisation der Architekten in der Schweiz.

## Geschichte
Der BSA wurde 1908 in Bern gegründet, die Eintragung ins Handelsregister folgte 1909. Mitbegründer waren u. a. Walter Joss. Der heutige Sitz ist Basel.

## Organisation
Mit Stand Ende März 2018 hatte er insgesamt über 950 Mitglieder, davon über 800 ordentliche Mitglieder; nur letztere sind berechtigt, den Zusatz «BSA» zur Berufsbezeichnung «Architekt» zu tragen («Architekt BSA»). Daneben gibt es auch assoziierte Mitglieder; das sind Personen, die durch ihr Wirken eng mit den Themen Architektur, Städtebau und Raumplanung verbunden sind. Ordentliche Mitglieder sind «in der Regel selbständig tätige Architekten, die beachtenswerte Leistungen auf dem Gebiet der Architektur, des Städtebaus und der Raumplanung erbracht haben.» (Artikel 3 der Statuten des BSA).
Der Verein gliedert sich in sogenannte Ortsgruppen, die als rechtlich eigenständige Vereine tätig sind. Mit über 200 ordentlichen Mitgliedern ist die Ortsgruppe Zürich (Aargau, Zürich, Graubünden) die grösste. Die weiteren Gruppen sind Ortsgruppe Basel (Basel-Stadt und Basel-Landschaft), Ortsgruppe Bern (Bern, Freiburg und Solothurn), Ortsgruppe Ostschweiz (Schaffhausen, Thurgau, Appenzell Innerrhoden, Appenzell Ausserrhoden, St. Gallen), Ortsgruppe Zentralschweiz (Uri, Obwalden, Nidwalden, Schwyz, Glarus, Luzern, Zug), Section genevoise (Genf), Section romande (Wallis, Waadt, Fribourg, Neuchâtel, Jura) sowie Gruppo Ticino (Tessin).
Organe des BSA sind die Generalversammlung, der Zentralvorstand und die Rechnungsrevisoren. Der für überregionale Belange zuständige Zentralvorstand besteht aus von der Generalversammlung gewählten Personen und den Obleuten der Ortsgruppen. Im Zentralvorstand vertreten drei Vizepräsidenten drei der vier Sprachregionen der Schweiz. 
Offizielles Mitteilungsorgan, gemeinsam mit der Vereinigung Schweizer Innenarchitekten und Innenarchitektinnen (VSI.ASAI.), ist die Zeitschrift «Werk, Bauen + Wohnen». In den 1970er Jahren war «Werk - Archithese: Zeitschrift und Schriftenreihe für Architektur und Kunst» das offizielle Organ des BSA.
Zum 100-jährigen Gründungsjubiläum wurde eine Wanderausstellung Here we are – 100 Jahre BSA Schweiz 1908–2008 konzipiert, die Modelle von Architektenwettbewerben aus der ganzen Schweiz zeigte.

## Präsidenten
- seit 2024: Anja Beer und Lilitt Bollinger
- 2016–2024: Ludovica Molo
- 2008–2016: Paul Knill
- 2005–2008: Patrick Devanthéry
- 2002–2005: Silvia Gmür
- 2001–2002: Jean-Pierre Müller
- 1996–2001: Frank Krayenbühl
- 1991–1996: Jacques Blumer
- 1986–1991: Robert E. Frei
- 1980–1986: Claude Paillard
- 1976–1980: Alain G. Tschumi
- 1972–1976: Guido Cocchi
- 1968–1972: Hans Hubacher
- 1964–1968: Hans von Meyenburg
- 1958–1964: Alberto Camenzind
- 1952–1958: Hermann Rüfenacht
- 1946–1952: Alfred Gradmann
- 1944–1946: Edmond Fatio
- 1938–1944: Hermann Baur
- 1934–1938: René Chapallaz
- 1931–1934: Heinrich Bräm
- 1927–1930: Walter Henauer
- 1925–1926: Eugen Schlatter
- 1923–1924: Frédéric Gilliard
- 1919–1922: Hans Bernoulli
- 1916–1918: Gottlieb Schindler
- 1915: Karl Burckhardt
- 1911–1914: Walter Joss
- 1908–1910: Max Müller

## Weitere Organisationen
Neben dem BSA vertreten weitere Organisationen die Berufsinteressen der Architekten: der 1837 in Aarau gegründete Schweizerische Ingenieur- und Architekten-Verein (SIA), der Verband freierwerbender Schweizer Architekten (fsai) und visarte.schweiz, Berufsverband visuelle Kunst (bis 2001 unter dem Namen Gesellschaft der Schweizerischen Maler, Bildhauer und Architekten, GSMBA, die seit 1906 Architekten aufnimmt) als ältester Künstlerverband der Schweiz.